# 北海道沼田高等学校
北海道沼田高等学校（ほっかいどう ぬまたこうとうがっこう、英称:Hokkaido Numata High School）は、かつて北海道雨竜郡沼田町にあった道立高等学校である。2009年度をもって廃校となった。

## 沿革
- 1948年（昭和23年） - 北海道沼田町立沼田高等学校として開校。
- 1950年（昭和25年） - 北海道沼田高等学校と改称。
- 1954年（昭和29年） - 道立に移管。
- 2008年（平成20年） - 生徒募集停止
- 2010年（平成22年） - 閉校

## 著名な出身者
- 細坪基佳（シンガー・ソングライター：ふきのとう）
- 谷内友美（俳優・声優）